# Pasir Talang Timur
Pasir Talang Timur is een bestuurslaag in het regentschap Solok Selatan van de provincie West-Sumatra, Indonesië. Pasir Talang Timur telt 1646 inwoners (volkstelling 2010).